# Cereopsius arbiter
Cereopsius arbiter är en skalbaggsart som beskrevs av Francis Polkinghorne Pascoe 1885. Cereopsius arbiter ingår i släktet Cereopsius och familjen långhorningar. Inga underarter finns listade i Catalogue of Life.